# Мамедов, Макбет Адиль оглы
Макбет Адиль оглы Мамедов (азерб. Maqbet Ədil oğlu Məmmədov; 9 июля 1937, Агдам, Азербайджанская ССР — 14 сентября 2004) — учёный в области гидрологии; доктор географических наук, профессор, член Академии водохозяйственных наук Российской Федерации.

## Биография
Окончил школу в городе Агдам, в 1958 году — гидромелиоративный факультет Азербайджанского политехнического института с квалификацией инженера-гидротехника. В 1958—1962 годы работал инженером, затем главным инженером отдела в Кура-Аразводстрое.
В 1965—1971 годы — инженер, старший научный сотрудник, заведующий лабораторией в Азербайджанском НИИ водных проблем. В 1962—1967 годы учился в аспирантуре Московского инженерно-строительного института по кафедре «гидравлика». С 1971 года преподавал в Бакинском университете: на кафедре физической географии, с 1973 — на кафедре гидрометеорологии, которую впоследствии возглавлял в течение 14 лет.
В 1997—2004 годы — председатель национального комитета Азербайджана в ЮНЕСКО.
М. А. Мамедов умер 14 сентября 2004 года в возрасте 67 лет.

## Научная деятельность
В 1967 году защитил кандидатскую, в 1984 — докторскую диссертацию («Исследование максимальных расходов рек Кавказа»). Профессор (1986). Член Российской водохозяйственной академии (2004).
С 1976 года участвовал в работе гидрологических съездов и международных конференций (в Германии, Франции, России, Болгарии, Ираке, Исландии и др.)
Подготовил 5 докторов и ряд кандидатов наук.
Автор более 150 научных, научно-методичных работ в том числе 3 монографий, 2 учебных пособий и 4 учебников (Гидрология суши, Гидромеханика, Гидрологические расчёты, Гидрография Азербайджана), 10 научно-методических работ.